# Maria Armanda Falcão
Maria Armanda Pires Falcão (isla de Mozambique, 25 de diciembre de 1917 - Lisboa, 19 de agosto de 1996), más conocida por el pseudónimo artístico de Vera Lagoa fue una periodista, cronista, locutora, poetisa, y empresaria. Fue la primera locutora de la televisión de Portugal.

## Biografía
Nació en el enclave colonial de Mozambique, cuando era aún dependencia colonial de Portugal, hija de Armando Augusto Pires Falcão (Lisboa, São Sebastião da Pedreira, 21 de noviembre de 1880) y de su segunda mujer Beatriz Lúcia (Lisboa, São José), y hermana de Armando Pires Falcão (isla de Mozambique, 18 de agosto de 1916). Además tenía una hermanastra mayor, Maria Isabel Pires Falcão (Lisboa, São José, 1905), casada en la isla de Mozambique el 21 de mayo de 1921 con Fortunato Abrantes de Andrade Pissarra, hija del primer casamiento de su padre con Palmira Leopoldina de Pinho (Lisboa).
Tuvo 4 nietos: José Manuel Fiuza, Rita Fiuza de Al Merei, Pedro Fiuza, Clara Fiuza.
El día 4 de septiembre de 1956 (68 años), tuvo su aparición artística al lado de Raúl Feio, en la primera transmisión experimental de la RTP, ya con casi 40 años, en la Feria Popular de Lisboa (Palhavã), donde en la actualidad se halla la Estación del metropolitano Praça de Espanha. En esa velada, presentó un documental sobre orfebrería.
Todo comenzó cuando era secretaria, y se estaba buscando una locutora. Estaba hablando con el jefe de la emisora, y le dijo que quería esa profesión. Pasó las pruebas, pero hubo una condición: no podía aparecer con el pelo negro. Todos dijeron que la transmisión había ido bien; los decorados eran tan simples que eran de plástico. Todo sobre la base de la improvisación, en 20 televisores expuestos por la Feria. Como, por supuesto, no existían aún los grabadores de video, la transmisión fue grabada en película 16 mm. Con la aparición de la RTP, se transformó en cronista social, en el Diário Popular y después en Revolução dos Cravos creando su propio diario O Diabo del cual fue directora. 
Falleció de un ataque cardíaco en Lisboa, a los 79 años.
Estuvo casada con Francisco António de Gusmão Fiúza, José Manuel Tengarrinha, y con José Rebordão Esteves Pinto.
Tuvo un hijo de su primer casamiento con Armando Falcão de Gusmão Fiúza.

## Obra

### Algunas publicaciones
- 1998. Aprendendo a compreender minha ação numa pré-escola montessoriana. Psicol. USP 9 ( 1): 173-179 São Paulo.en línea
- 1981. Estudo do sistema Montessori fundamentado na análise experimental do comportamento. Editor Loyola, 188 pp.
- 1980. Eanes nunca mais!. Editor Intervenção, 274 pp.
- 1979. A cambada. 3ª edición de Intervenão.
- 1977. Revolucionários que eu conheci. 18.ª edición de Intervenção, 243 pp.
- 1975. Crónicas do tempo: 5/6/75-2/10/75. Editor Livraria Internacional, 162 pp.
- 1968. Bisbilhotices. 2ª edición de Ed. Ibis, 395 pp.

### Filmografía
- 1999 Salazar (TV miniseries documental).
- 1992 Carlos Cruz Quarta-Feira (TV series).

## Honores
- Rua Vera Lagoa.[2]